# یین ژنگ
یین ژنگ (انگلیسی: Yin Zheng؛ زادهٔ ۳۰ دسامبر ۱۹۸۶) بازیگر اهل چین است. وی از سال ۲۰۱۱ میلادی تاکنون مشغول فعالیت بوده است.
از فیلم‌ها یا برنامه‌های تلویزیونی که وی در آن نقش داشته است می‌توان به اسب بالدار ۲ اشاره کرد.